# Lancia Aurelia autotelai
La Lancia Aurelia è un'autovettura prodotta dalla Lancia dal 1950 al 1958.
Più in particolare gli autotelai per la realizzazione delle "fuoriserie" da parte dei diversi carrozzieri vengono prodotti dal 1950 al 1956.

## Gli autotelai: storia e caratteristiche

L'autotelaio Lancia Aurelia B50

Sin dal momento della presentazione al pubblico al Salone di Torino dell'aprile del 1950, la Lancia mette in costruzione, accanto alla classica berlina (B10), l'autotelaio per i carrozzieri. Nelle previsioni della Casa torinese, la produzione di questo autotelaio - denominato B50 (B51 nella versione per ospitare le carrozzerie più pesanti) - deve raggiungere almeno il migliaio di unità. Malgrado la felice mossa commerciale della Lancia, che inserisce nel proprio listino tre versioni con carrozzeria speciale (la cabriolet Pininfarina e la coupé Stabilimenti Farina sul telaio B50 e la "Giardinetta" Viotti sul più robusto pianale B51), la domanda, pur non disprezzabile, non è all'altezza delle aspettative. I motivi sono da ricercare nelle prestazioni non eccezionali (per via del motore da 1,8 litri poco potente in relazione al peso) e nei prezzi molto elevati con cui queste macchine affrontano il mercato (che partono dai 2 milioni e mezzo del listino della giardinetta Viotti ma raggiungono anche i 4 milioni nelle versioni "fuoriserie" con finiture di lusso realizzate dai diversi carrozzieri).
Da segnalare che, oltre alle "Giardinette" Viotti, risultano realizzate - sempre sull'autotelaio B51 - altre due "station": una nel 1950, opera di Frua ed una seconda nel 1951, costruita dalla carrozzeria Monterosa.
Dopo la produzione di 584 autotelai (485 "B50" e 99 "B51"), nel 1952 - forse un po' tardivamente - gli autotelai vengono muniti del motore da 2 litri che eroga circa 70 HP ed assumono nuove denominazioni (B52 l'autotelaio normale, B53 quello per le carrozzerie più pesanti), ma ormai il settore è inflazionato ed i numeri della produzione risultano alla fine assai limitati: 184 pezzi (98 B52 e 86 B53).
Nel 1954, con l'uscita della "seconda serie" dell'Aurelia munita di motore da 2,3 litri, di fatto viene a cessare la commercializzazione degli autotelai: nel 1955/56 ne vengono ancora prodotti 14 (denominati B55 e B56, con suffisso "S" per quelli con la guida a sinistra), ma si tratta di esemplari destinati ad uso interno oppure carrozzati in esemplare unico (o quasi) da Pininfarina, quale la serie delle celebri "Florida".
Per completezza di informazione, va ancora detto che nel 1953 viene anche costruito uno speciale autotelaio B60S, munito di motore tipo B20 e destinato ad una vettura speciale per la Polizia di Stato.
Complessivamente, dunque, gli autotelai Aurelia costruiti tra il 1950 ed il 1956 raggiungono le 783 unità.

### B50-B51

Un autotelaio B50 carrozzato cabriolet da Pininfarina (1950)

- - Periodo di produzione: dall'inizio 1950 al gennaio 1952
  - Modelli:
    - tipo B50, autotelaio per carrozzerie fuoriserie, con guida a destra
    - tipo B51, autotelaio per carrozzerie fuoriserie più pesanti (station wagon e simili) con guida a destra

  - Motore: tipo B10
  - Numerazione progressiva:
    - tipo B50: da 1001 a 1485
    - tipo B51: da 1001 a 1099

  - Unità prodotte:
    - tipo B50: 485
    - tipo B51: 99
    - totale 584

  - Caratteristiche principali:
 motore: anteriore a 6 cilindri a V di 1754,90 cm³, potenza 56 HP a 4000 giri, valvole in testa; struttura: autotelaio a piattaforma, sospensioni anteriore e posteriore a ruote indipendenti;trasmissione con trazione alle ruote posteriori, cambio a 4 rapporti+retromarcia ;dimensioni e peso: passo cm 291, lunghezza e larghezza del telaio non carrozzato cm 409 e cm 146 rispettivamente, peso Kg 770 circa; velocità max: compresa fra 120 e 135 km/h a seconda della carrozzeria montata e del rapporto al ponte adottato.

Contemporaneamente alla berlina B10, vengono immessi sul mercato gli autotelai "nudi" per i carrozzieri, in due versioni leggermente diverse tra di loro: il B50, che definiremmo "normale", ed il B51, più adatto per ospitare carrozzerie più pesanti. Le differenze sono minime: il B51 monta gomme di maggiori dimensioni e un rapporto al ponte più "corto".
Per il resto, i due autotelai sono identici e montano il motore da 1,8 litri della B10. I due autotelai, naturalmente, sono del tipo a piattaforma.
Da notare che Pininfarina, Stabilimenti Farina e Viotti mettono in produzione – sia pure in quantità limitate – le rispettive versioni Cabriolet, Coupé e Giardinetta (Station Wagon), che la Lancia inserisce nel suo listino ufficiale. Le Cabriolet e le Coupé sono realizzate sull'autotelaio B50, mentre la Station di Viotti è costruita sul B51. Alla resa dei conti, le Coupé degli Stabilimenti Farina costruite sono pochissime, mentre la produzione di Cabriolet e di Giardinette raggiunge quantità più rilevanti: Pininfarina costruisce poco meno di trecento cabriolet (265 "normali" ed una ventina in "allestimento speciale"), mentre le giardinette di Viotti sfiorano la cinquantina (47 o 48 a seconda delle fonti). Gli altri autotelai B50 sono utilizzati da quasi tutti i maggiori carrozzieri italiani (Allemano, Balbo, Boneschi, Canta, Ghia, Pininfarina, Stabilimenti Farina, Vignale) per realizzare le rispettive fuoriserie, mentre i rimanenti telai B51 servono da base per le berline di Boneschi, Frua, Ghia, Pininfarina e per alcune giardinette realizzate dalla carrozzeria Monterosa, due delle quali in versione autolettiga.
In corso di produzione, una sola la modifica di un certo rilievo: l'aumento del valore del rapporto di compressione, da 6,85:1 a 7,00:1.
Il successo di questi autotelai è buono ma non eccezionale: ne hanno frenato la diffusione la relativamente modesta potenza del motore (che penalizza le prestazioni) ed i prezzi praticati dai carrozzieri, che sono piuttosto elevati e che in qualche caso raggiungono valori che sono doppi rispetto a quelli della berlina di serie.

### B52-B53
- - Periodo di produzione:

L'originale Ghia-Boano Junior 2 del 1953 su autotelaio Aurelia B52

    - tipo B52: dall'inizio del 1952 alla fine del 1953
    - tipo B53: dall'inizio del 1952 alla fine del 1952

  - Modelli:
    - tipo B52, autotelaio per carrozzerie fuoriserie, con guida a destra
    - tipo B53, autotelaio per carrozzerie fuoriserie più pesanti (station wagon e simili) con guida a destra

  - Motore: tipo B21
  - Numerazione progressiva:
    - tipo B52: da 1001 a 1098
    - tipo B53: da 1001 a 1086

  - Unità prodotte:
    - tipo B52: 98
    - tipo B53: 86
    - totale: 184

  - Caratteristiche principali:
 motore: anteriore a 6 cilindri a V di 1990,97 cm³, potenza 69,5 HP a 4500 giri, valvole in testa; struttura: autotelaio a piattaforma, sospensioni anteriore e posteriore a ruote indipendenti; trasmissione con trazione alle ruote posteriori, cambio a 4 rapporti+retromarcia; dimensioni e peso: passo cm 291, lunghezza e larghezza del telaio non carrozzato cm 409 e cm 146 rispettivamente, peso Kg 785 circa; velocità max: compresa fra 133 e 145 km/h a seconda della carrozzeria montata e del rapporto al ponte adottato.

Nel 1952, forse un po' tardivamente, la Lancia monta sugli autotelai Aurelia da fornire ai carrozzieri, il più potente motore da 2 litri di cilindrata già adottato sulla berlina B21.
I nuovi autotelai, così equipaggiati, vengono denominati B52 e B53: il B52 sostituisce il B50 ed è l'autotelaio normale, mentre il B53 sostituisce il B51 ed è quello destinato alle carrozzerie più ingombranti e pesanti.
Questi autotelai con motore due litri – la cui produzione non raggiunge neppure le 200 unità – vengono utilizzati, come i predecessori, dai più rinomati carrozzieri italiani ed anche da qualche carrozziere estero (quali gli elvetici Beutler e Worblaufen).
Su autotelaio B52, Pininfarina costruisce, tra le altre, quasi tutte le famose PF200 (di cui parliamo diffusamente a parte), mentre sono da segnalare il coupé Vignale del 1953 disegnato da Giovanni Michelotti (e costruito in più esemplari anche leggermente diversi tra loro), ed il Ghia-Boano Junior, una coupé uscita in due versioni: la prima, del 1952, piuttosto convenzionale, e la "Boano-Junior 2" dell'anno dopo, che invece suscita sensazione per l'arditezza della linea (del muso in particolare). Da notare che anche quest'ultima "Junior", costruita dalla Ghia, è però frutto del disegno di Gian Paolo Boano, il figlio di Felice Mario Boano. Padre e figlio, estromessi dalla Ghia nel 1953, aprirono l'anno successivo una propria carrozzeria.
L'autotelaio B53 – sul quale Viotti costruisce ancora alcune giardinette e che altri carrozzieri utilizzano per vetture di grossa mole – viene anche impiegato per la proposta di una torpedo militare che l'Esercito Italiano scarterà a favore del corrispettivo modello su telaio Alfa Romeo 1900.

### B60S
Si ha notizia che la Lancia abbia costruito nel 1953, in un unico esemplare numerato B60S-1001, un autotelaio speciale con sospensioni a quattro ruote indipendenti (quindi simile al B52), munito di un motore del tipo B20 (di cui non è possibile definire con certezza la cilindrata, che probabilmente era di 2 litri ma che, in linea teorica, potrebbe anche essere stata di 2,5 litri). Questo autotelaio pare fosse destinato ad una vettura speciale per la Polizia, costruita su specifiche ministeriali.
Una segnalazione: risulta in forze alla Polizia di Stato Italiana, in quegli anni, una vettura realizzata su scocca dell'Aurelia berlina (tipo B21/B22). Una immagine di questa vettura appare a pagina 17 del numero 31 (anno 1990) della rivista italiana "Ruoteclassiche". Naturalmente non è detto che questa berlina corrisponda all'autotelaio B60S.

### B55-B55S-B56-B56S
- - Periodo di produzione:

La prima delle "Florida" a 4 porte, realizzata da Pininfarina su autotelaio B56

    - tipo B55, B55S e B56: biennio 1955-1956
    - tipo B56S: anno 1955

  - Modelli:
    - tipo B55, autotelaio per carrozzerie fuoriserie, con guida a destra
    - tipo B55S, autotelaio per carrozzerie fuoriserie, con guida a sinistra
    - tipo B56, autotelaio per carrozzerie fuoriserie più pesanti con guida a destra
    - tipo B56S, autotelaio per carrozzerie fuoriserie più pesanti con guida a sinistra

  - Motore: tipo B12
  - Numerazione progressiva:
    - tipo B55: da 1001 a 1005 (1002,1003 e 1005 trasformati in B56)
    - tipo B55S: da 1001 a 1008 (1005 e 1006 trasformati in B56S)
    - tipo B56: da 1001 a 1005 (di cui 1002, 1003 e 1005 già B55)(il numero 1004 non è stato utilizzato)
    - tipo B56S: da 1005 a 1006 (entrambi già B55S)

  - Unità prodotte:
    - tipo B55: 2
    - tipo B55S: 6
    - tipo B56: 4
    - tipo B56S: 2
    - totale: 14

  - Caratteristiche principali:
 motore: anteriore a 6 cilindri a V di 2266,37 cm³, potenza 87 HP a 4300 giri, valvole in testa; struttura: autotelaio a piattaforma, sospensioni anteriore a ruote indipendenti, sospensione posteriore tipo De Dion a ruote semi-indipendenti;trasmissione con trazione alle ruote posteriori, cambio a 4 rapporti+retromarcia; dimensioni e peso: passo cm 291, lunghezza e larghezza del telaio non carrozzato cm 409 e cm 146 rispettivamente, peso Kg 800 circa; velocità max: compresa fra 135 e 150 km/h a seconda della carrozzeria montata e del rapporto al ponte adottato.

Nel 1954, quando esce la "seconda serie" dell'Aurelia berlina con il motore da 2,3 litri, termina la costruzione degli autotelai (B52, B53) destinati ai carrozzieri. Nel biennio successivo (1955-56), tuttavia, stando ai registri di produzione della Lancia, vengono ancora costruiti 14 autotelai muniti del motore da 2266 cm³. Questa limitatissima produzione viene contraddistinta dalle sigle B55 e B56, che, come nel caso delle precedenti B52 e B53, identificano due autotelai diversi tra loro soltanto per il valore del rapporto al ponte adottato.
In buona sostanza, questi autotelai B55 e B56 (B55S e B56S se con guida a sinistra) vengono utilizzati per "uso interno" della Casa oppure come base per alcune creazioni molto particolari di Pininfarina: un telaio B55 (con passo accorciato) che dà origine all'ultima coupé della serie PF200, un telaio B56 che viene carrozzato a limousine, più 4 o 5 telai B56 che ospitano le carrozzerie della serie "Florida". Da notare che un autotelaio di questa serie risulta anche ceduto a Ghia, che vi realizza una coupé. L'esemplare unico di "Florida 2" uscito nell'autunno del 1957, l'autovettura personale di Battista Farina, risulta invece costruito sul primo autotelaio tipo Flaminia.

## Le Aurelia fuori serie

### La Cabriolet di Pininfarina

Una bella immagine dell'Aurelia B50 cabriolet Pininfarina (1950)

La cabriolet B50 di Pininfarina, con capote alzata (1950)

Una cabriolet B50 di Pininfarina con finiture di lusso (1951)

Prima (assieme alla Stabilimenti Farina ed alla Carrozzeria Viotti) ad utilizzare l'autotelaio B50, la Pininfarina espone già al Salone di Torino del maggio del 1950 la sua "cabriolet". Questa bella ed armoniosa realizzazione del già celebre carrozziere torinese, entra nel listino ufficiale Lancia, ma Pinin Farina si riserva il diritto di realizzare "direttamente" esemplari con particolari finiture richieste espressamente dal cliente. E così sarà: molte Aurelia B50 cabriolet Pininfarina avranno dettagli diversi rispetto a quelli della versione "ufficiale" (interni più raffinati, pelle speciale, strumentazione di diverso disegno, fanaleria diversa, cromature aggiuntive, dispositivi elettro-idraulici per l'apertura e la chiusura della capote imbottita, paraurti più avvolgenti, maniglie esterne a scomparsa).
Nel complesso, pare che la Pininfarina abbia costruito poco meno di trecento cabriolet: 265 che si possono definire come "normali" ed una ventina con "allestimenti speciali". Alcuni di questi esemplari (comunque un numero limitato di unità) sono stati costruiti sulla base dell'autotelaio B52 con motore da 2 litri uscito nel '52.
Le caratteristiche tecniche principali di questa versione sono: motore del tipo B10 con cilindrata di 1755 cm³ e 56 HP di potenza, autotelaio a piattaforma, passo cm 291, lunghezza cm 475, larghezza cm 165, altezza cm 150, diametro di sterzata mt 10,90, gomme 165x400 (pressioni di gonfiaggio 1,50 kg/cm2, sia anteriormente che posteriormente), peso in ordine di marcia Kg 1240, velocità massima circa 130 km/h. Tra le caratteristiche di questa speciale versione "quasi fuoriserie" da segnalare il cofano motore e lo sportello bagagliaio in alluminio, le porte alleggerite, il parabrezza curvo, il riscaldatore, l'aereatore, l'accendisigari, il portacenere, la radio a richiesta: si tratta di caratteristiche che, comunque, si trovano anche sulla berlina B10 di serie.
E veniamo alla nota dolente, ovvero ai prezzi: il primo listino (maggio 1950) parla di 2.600.000 Lire, che sale a 2.885.000 di Lire l'anno successivo. Ma questi prezzi (tratti dal listino Lancia, quindi riferiti alle vetture in allestimento "normale") lievitano sino superare la soglia dei 4 milioni di Lire per le "cabriolet" in allestimento "Lusso" (nel 1951, ad esempio, una Cabriolet Lusso viene a costare 4.189.000 Lire)

### La Giardinetta di Viotti

La "Giardinetta" di Viotti su telaio Aurelia B51 (1951)

Convinto, non a torto, che all'Aurelia poco si addicesse una carrozzeria di tipo "station wagon" (che all'epoca era la tipica livrea dell'auto del contadino o del grossista di frutta e verdura), Gianni Lancia finisce per accondiscendere alla richiesta proveniente da alcuni dei maggiori concessionari italiani della Casa e consente così alla carrozzeria Viotti di realizzare qualche decina di "station wagon", inserendo addirittura questa speciale versione nel listino ufficiale.
Questa "station" viene presentata poco dopo il lancio della prima Aurelia, la B10 (avvenuto, lo ricordiamo, nella primavera del 1950) e viene contraddistinta dall'appellativo di "giardinetta", un termine "inventato" da Vittorino Viotti, che lo brevetta e costringe anche la pur potente Fiat a ricorrere al termine di "giardiniera" per identificare la versione Station Wagon della sua piccola 500-Topolino.
Al pari della cabriolet di Pininfarina e del coupé degli Stabilimenti Farina, la giardinetta di Viotti viene dunque inserita nel listino ufficiale Lancia, con un prezzo che, nel 1950, è di Lire 2.250.000 e che sale a 2.508.000 l'anno dopo, quando tutte le vetture italiane rincarano.
Questa originale realizzazione, che si caratterizza per i pannelli in legno delle fiancate, è montata sull'apposito telaio B51 che la Lancia mette a disposizione e che sostanzialmente si differenzia dal B50 per la adozione di gomme maggiorate (185x400, con pressioni di gonfiaggio di 1,40 kg/cm2 anteriormente e 1,60 kg/cm2 posteriormente) e di un rapporto al ponte più "corto".
Nel triennio 1950/52 le "Giardinette" costruite sono una cinquantina, di cui due (o tre) sul telaio B53 con motore da 2 litri: da notare che, di questa cinquantina di giardinette, poco più della metà (una trentina) hanno un rivestimento in legno che copre praticamente per intero le portiere, mentre una ventina presenta un rivestimento che ne copre la sola metà superiore.
Pur trattandosi di un modello che la stessa Lancia inserisce a listino, non tutti gli esemplari costruiti hanno identiche finiture.
La giardinetta Viotti ha un peso di 1250–1300 kg ed una velocità massima di circa 125 km/h (133 km/h con motore da 2 litri, autotelaio B53)

### La Coupé degli Stabilimenti Farina

La linea dell'Aurelia B50 coupé realizzata dalla carrozzeria Stabilimenti Farina (1950)

Anche gli Stabilimenti Farina (di cui, per inciso, è titolare il fratello maggiore di Battista "Pinin" Farina, Giovanni) preparano un bel coupé su telaio B50, che viene inserito nel listino Lancia allo stesso prezzo del cabriolet della Pininfarina.(2.600.000 nel 1950, 2.885.000 nel 1951). A dispetto della purezza di linee, di questo coupé saranno prodotte poche unità, anche perché la carrozzeria torinese è in crisi per il mancato ricambio dirigenziale (Giovanni Farina ha più di 65 anni e si ritira in campagna, suo figlio Giuseppe detto Nino, si dedica all'automobilismo professionistico, l'altro, Attilio, pare non mostrare particolari doti di creatività) e chiuderà i battenti nel 1953.

### Le “PF 200” di Pininfarina

Un'immagine dell'ultima spyder PF 200 (autunno 1953)

Un fotocolor dell'ultimo coupé PF 200 (primavera 1955)

Al Salone di Torino del 1952, su pianale B52, esce la prima PF200, un vistoso roadster-spider realizzato da Pininfarina, che fa subito parlare di sé per l'audacia della linea. Una delle caratteristiche estetiche che più colpiscono gli appassionati e gli intenditori del settore è senza dubbio la presa d'aria-mascherina anteriore, che è praticamente di forma tonda. Ma la creazione di Pininfarina si fa notare anche per la forma della coda, molto prolungata, che contribuisce ad incrementare le già generose dimensioni del corpo vettura, per cui nel complesso la macchina ha una lunghezza vicina ai 5 metri.
A questa prima PF200 ne seguono altre (5 o 6, secondo le varie fonti) anche in edizione coupé (la prima coupé è esposta all'autunnale Salone di Parigi 1952). Si tratta di esemplari somiglianti a quello iniziale, anche se ciascuno di essi presenta varianti anche di un certo peso. Da quanto si può dedurre da alcune immagini, le PF 200 hanno il comando del cambio a leva centrale e non sul volante.
Secondo le notizie più recenti  pare che la Pininfarina abbia costruito in tutto otto "PF200", di cui metà coupé.
Al Salone di Torino della primavera 1953, viene esposta una PF 200 spyder che differisce da quella "capostipite" dell'anno prima nel frontale (paracolpi posizionati più esternamente, sotto i proiettori, lampeggiatori direzionali portati sopra i parafanghi, presa d'aria-mascherina non più perfettamente tonda ma di forma ellittica e con bordo esterno non più cromato ma in tinta con la carrozzeria) e nella zona retrostante le portiere, dove si nota l'inserimento della griglia di aerazione (già apparsa sulla versione coupé).
L'ultima versione di PF200 spider appare nell'autunno del 1953, al Salone di Parigi; i ritocchi riguardano il bordo esterno della presa d'aria-mascherina frontale – sempre di forma ellittica – che ora è nuovamente cromato, la applicazione dei deflettori alle portiere ed infine l'abolizione della griglia di aerazione che in precedenza era stata inserita sulla fiancata, subito dietro le ruote posteriori.
Al Salone di Parigi dell'autunno 1954, ecco apparire una nuova versione della PF 200 coupé, che si differenzia soprattutto nella parte posteriore, dove il lunotto è incassato nella scocca (quindi più riparato in caso di pioggia). Il tetto della vettura, poi, si raccorda con la coda tramite due "pinne" che hanno una pur tenue funzione di stabilizzatori di direzione.
Al Salone di Torino dell'aprile 1955 viene esposta l'ultima coupé PF200 – realizzata su un telaio B55 accorciato – che ricalca i modelli precedenti ma che presenta un taglio del padiglione che "anticipa" quello che Pininfarina proporrà anni dopo sulla Ferrari 250 GT coupé 2+2 e sulla Flavia Coupé.
Le PF200 non vengono costruite per la normale collocazione diretta sul mercato; l'intento dei costruttori (Lancia e Pininfarina) è quello di disporre di un veicolo speciale, fuori dell'ordinario, da esporre nelle diverse mostre e saloni internazionali (a fini pubblicitari-promozionali) e da far partecipare ai numerosi concorsi d'eleganza assai in voga in quei tempi, ma la vettura è comunque apprezzata per la sua originalità da esponenti del mondo dello spettacolo, che si fanno avanti per entrarne in possesso: una PF200 è stata sicuramente acquistata dall'attore e cantante italiano Renato Rascel.
In totale le PF200 costruite dovrebbero essere 7.

La prima PF 200 (spyder) esposta al Salone di Torino del 1952
La prima PF 200 (spyder) ad un concorso di eleganza al Pincio (Roma, estate 1952)
Vista della "coda" della prima PF200 (spider)del 1952
L'abitacolo di una PF 200 spyder
Vista di 3/4 anteriore della PF200 spider esposta al Salone di Torino (primavera 1953)
La PF 200 spider della primavera 1953
L'ultima PF200 spider (autunno 1953)
Un'altra immagine dell'ultima PF 200 spider (autunno 1953)
La prima "coupé" PF 200 uscita nell'autunno 1952 (Salone di Parigi)
Un'altra vista della prima "coupé" PF200 (1952)
La prima "coupé" PF 200 vista di coda (1952)
L'abitacolo della prima "coupé" PF200 (1952)
La seconda versione della PF 200 coupé esposta al Salone di Parigi del 1954
Vista particolare della parte posteriore della seconda versione della PF 200 coupé (1954)
L'ultima versione della PF 200 coupé (1955)
Un'altra immagine dell'ultima versione della PF 200 coupé (1955)

### Le “Florida” di Pininfarina

La prima meravigliosa Florida coup del 1955

La prima delle Florida a 4 porte (senza montante centrale) esposta per la prima volta al Salone di Parigi dell'autunno 1955

La prima Florida, una coupé blu e bianca destinata a passare alla storia e ad entrare nella leggenda, viene costruita sull'autotelaio B56-1002: è una vettura da favola, con una linea sicuramente innovativa, anche se in parte influenzata dalle tendenze nordamericane del momento. Lussuosi gli allestimenti e impeccabili le finiture.
La nuova creatura di Pininfarina introduce oltretutto in casa Lancia la calandra a sviluppo orizzontale: per la verità mascherine anteriori innovative - che abbandonano il consueto schema Lancia con lo scudetto a sviluppo verticale - sono già apparse in due esemplari realizzati dagli Stabilimenti Farina e da Boneschi nel 1951, ma queste vetture sono passate quasi inosservate, al contrario della Florida, che subito conquista la ribalta della cronaca (le immagini di queste due Aurelia appaiono nella galleria fotografica nel capitolo dedicato a "Le altre fuoriserie").
Il primo esemplare della serie Florida, il coupé, viene presentato al Salone dell'Automobile di Torino inauguratosi il 30-4-55.

Il frontale delle Florida (nella fattispecie della prima quattro porte)

L'ultima delle Florida: la coupé "Florida II" uscita alla fine del 1957

Nel 1955 vengono costruite due Florida a 4 porte su pianale B56 (una probabilmente con telaio B56-1003, l'altra con telaio B56-1005) più una su telaio B56S (cioè con guida a sinistra, probabilmente telaio B56S-1006). La "4 porte" viene esposta per la prima volta al pubblico in occasione del Salone di Parigi dell'autunno dello stesso 1955. L'ultima Florida a 4 porte (con guida a destra) viene esposta al Salone di Ginevra nel marzo del 1956: un mese dopo, al Salone di Torino, appare invece il primo prototipo della Flaminia, chiaramente derivato da questa ultima Florida ma "addomesticato" per renderlo maggiormente idoneo alla produzione in serie. Un'importante modifica strutturale che distingue il prototipo Flaminia dalle Florida risiede nel montante centrale inserito tra le due porte laterali, variante resasi indispensabile per irrigidire e rinforzare tutto l'insieme della vettura: problemi di torsione sono già insorti nella prima "Florida a 4 porte", tanto che nelle vetture successive si tenta di porre parziale riparo al problema inserendo una barra di rinforzo alle spalle del sedile anteriore, come evidenziato in una delle immagini riprodotte nella galleria fotografica qui sotto riprodotta.
Sulla base dei dati finora esposti, le Florida costruite risulterebbero 4, di cui 1 a due porte, 2 a quattro porte con guida a destra ed 1 a quattro porte e guida a sinistra. Va però aggiunto che talune fonti parlano anche di una 4 porte con guida a destra e telaio B56-1006: conteggiando anche questa Florida il totale salirebbe a 5 unità.
L'ultima delle Florida - con una originale carrozzeria coupé a 4 porte, di cui le due posteriori (piuttosto piccole) rese praticamente invisibili dalla assenza di maniglie d'apertura - è sempre opera di Pininfarina, viene denominata "Florida II" ed esposta per la prima volta al pubblico in occasione del Salone di Torino dell'autunno del 1957. Questa macchina - che rappresenta il "prototipo" della Flaminia coupé che esce poi esattamente 12 mesi dopo - viene costruita su base meccanica della Aurelia con motore da 2,3 litri utilizzando un pianale B56S, probabilmente costruito nel 1956 e giacente in fabbrica inutilizzato.
Una notizia in chiusura: una o due Florida (secondo le diverse fonti, probabilmente la Florida con guida a sinistra telaio 1006 e/o la Florida II) sono state per anni le vetture personali di Pininfarina (all'epoca ancora Battista Farina, detto Pinin, dal momento che soltanto nel 1961 il cognome si modificherà in Pininfarina, grazie ad un decreto del Presidente della Repubblica "in considerazione della alte benemerenze sociali ed industriali").

Vista di 3/4 posteriore della prima Florida a due porte del 1955
Vista di 3/4 posteriore della prima Florida a quattro porte
Particolari della carrozzeria della prima Florida a quattro porte
L'abitacolo di una successiva Florida a quattro porte: si noti la barra "di rinforzo" alle spalle dei sedili anteriori

### Le altre fuoriserie

La prima Lancia con mascherina anteriore non a scudetto: è la Aurelia carrozzata a coupé dagli Stabilimenti Farina nel 1951 e denominata "Comfort"
Una Aurelia carrozzata coupé da Balbo (1951)
L'Aurelia berlina a due porte carrozzata da Boneschi (1951)
L'Aurelia carrozzata da Canta (1951)
La Giardiniera realizzata da Monterosa su autotelaio B51(1951)
La bella coupé Aurelia di Vignale del 1951
La Aurelia carrozzata a berlina 4 porte da Castagna nel 1952-53
La Aurelia carrozzata a berlina a 4 porte da Allemano del 1952-53
La "limousine" Aurelia realizzata da Frua nel 1952-53
Una Aurelia di tipo "ministeriale" realizzata da Pininfarina nel 1952-53
Una filante coupé su meccanica Aurelia "2 litri" - autotelaio tipo B52 - realizzata da Pininfarina nel 1952
L'originale coupé Ghia (disegno Boano), del 1953
La coupé realizzata nel 1953 dalla Carrozzeria Vignale - su disegno di Michelotti - su autotelaio B52
Una luminosa coupé della carrozzeria elvetica Worblaufen (1953)
Una bella Aurelia carrozzata da Ghia nel 1955 su autotelaio B55S-B56S
Una delle ultime Aurelia Pininfarina (1955) su autotelaio B55-B56

## Dati produttivi, per modello e per anno
| Dati produzione Aurelia | Dati produzione Aurelia | Dati produzione Aurelia | Dati produzione Aurelia | Dati produzione Aurelia | Dati produzione Aurelia | Dati produzione Aurelia | Dati produzione Aurelia | Dati produzione Aurelia | Dati produzione Aurelia | Dati produzione Aurelia | Dati produzione Aurelia | Dati produzione Aurelia | Dati produzione Aurelia | Dati produzione Aurelia | Dati produzione Aurelia |  |
| ----------------------- | ----------------------- | ----------------------- | ----------------------- | ----------------------- | ----------------------- | ----------------------- | ----------------------- | ----------------------- | ----------------------- | ----------------------- | ----------------------- | ----------------------- | ----------------------- | ----------------------- | ----------------------- |  |
|                         | Berline                 | Berline                 | Berline                 | Berline                 | Berline                 | B20 coupé               | B20 coupé               | B24                     | Autotelai               | Autotelai               | Autotelai               | Autotelai               | Autotelai               | Autotelai               |                         |  |
| Anni                    | B.10                    | B.21                    | B.15                    | B.22                    | B12                     | 2000                    | 2500                    | Spyder                  | B50                     | B51                     | B52                     | B53                     | B55/56                  | B60                     | Totale per anno         |  |
| 1950                    | 954                     | ---                     | ---                     | ---                     | ---                     | ---                     | ---                     | ---                     | 291                     | 51                      | ---                     | ---                     | ---                     | ---                     | 1296                    |  |
| 1951                    | 2994                    | 1118                    | ---                     | ---                     | ---                     | 371                     | ---                     | ---                     | 193                     | 47                      | ---                     | ---                     | ---                     | ---                     | 4723                    |  |
| 1952                    | 1326                    | 2123                    | 61                      | 294                     | ---                     | 736                     | ---                     | ---                     | 1                       | 1                       | 86                      | 86                      | ---                     | ---                     | 4714                    |  |
| 1953                    | 177                     | 539                     | 20                      | 780                     | ---                     | 124                     | 720                     | ---                     | ---                     | ---                     | 12                      | ---                     | ---                     | 1                       | 2373                    |  |
| 1954                    | ---                     | ---                     | ---                     | ---                     | 995                     | ---                     | 573                     | 1[a]                    | ---                     | ---                     | ---                     | ---                     | ---                     | ---                     | 1569 [a]                |  |
| 1955                    | ---                     | ---                     | ---                     | ---                     | 1372                    | ---                     | 426                     | 239                     | ---                     | ---                     | ---                     | ---                     | 10                      | ---                     | 2047                    |  |
| 1956                    | ---                     | ---                     | ---                     | ---                     | 33                      | ---                     | 189                     | 150                     | ---                     | ---                     | ---                     | ---                     | 4                       | ---                     | 376                     |  |
| 1957                    | ---                     | ---                     | ---                     | ---                     | ---                     | ---                     | 420                     | 176                     | ---                     | ---                     | ---                     | ---                     | ---                     | ---                     | 596                     |  |
| 1958                    | ---                     | ---                     | ---                     | ---                     | ---                     | ---                     | 312                     | 195                     | ---                     | ---                     | ---                     | ---                     | ---                     | ---                     | 507                     |  |
| Totale per modello      | 5451                    | 3780                    | 81                      | 1074                    | 2400                    | 1231                    | 2640                    | 761 [a]                 | 485                     | 99                      | 98                      | 86                      | 14                      | 1                       | 18201 [a]               |  |

[a]= il dato NON comprende il prototipo di pre-serie della B24 costruito nel'54

## Le vendite in Italia e all'estero
Su 18.201 Aurelia costruite, 15.468 risultano vendute ed immatricolate in Italia, dal 1950 al 1959 (57 delle ultime B20-B24 risultano vendute/immatricolate nel 1959). Ne consegue che l'esportazione (2.733 unità) ha assorbito il 15% della produzione.
Le B20-B24 da 2 litri e mezzo sono i modelli che hanno ottenuto (proporzionalmente) una maggior penetrazione all'estero (1280 unità vendute all'estero su una produzione di 3401 pezzi, cioè quasi il 38%). Non male anche la berlina B12 seconda serie (2415 unità prodotte, 437 vendute all'estero, pari al 18%). Quanto alla "prima serie" (berline, coupé B20-2000 ed autotelai) la vendita all'estero ha rappresentato soltanto un 8,2% rispetto alla produzione (prodotte 12.385 unità, vendute all'estero 1.016)
| Anno   | 1754 cm³  | 1991 cm³  | 2267 cm³  | 2451 cm³ | Totale |
| 1950   | 827       | ---       | ---       | ---      | 827    |
| 1951   | 2882      | 1063      | ---       | ---      | 3945   |
| 1952   | 1220      | 3052      | ---       | ---      | 4281   |
| 1953   | 469       | 1661      | ---       | 525      | 2655   |
| 1954   | 34        | 141       | 704       | 313      | 1192   |
| 1955   | ---       | 11        | 962       | 446      | 1419   |
| 1956   | ---       | ---       | 308       | 150      | 468    |
| 1957   | ---       | ---       | 3         | 346      | 349    |
| 1958   | ---       | ---       | 1         | 274      | 275    |
| 1959   | ---       | ---       | ---       | 57       | 57     |
| Totali | 5.441 [a] | 5.928 [b] | 1.978 [c] | 2121 [d] | 15.468 |

Note al "Prospetto immatricolazioni in Italia"

[a]questa la ripartizione per modello (stimata):

4.926 berline B10-B10S

515 autotelai B50-B51

[b]questa la ripartizione per modello (stimata):

3.612 berline B21-B21S

1.025 berline B22-B22S

77 berline B15-B15S

154 autotelai B52-B53

1.060 coupé B20-B20S (I e II serie, da 2 litri)

[c]questa la ripartizione per modello (stimata):

1.963 berlie B12-B12S

15 autotelai B55-B55S-B56-B56S-B60S

[d]include le coupé B20-B20S (dalla III serie in avanti, da 2,5 litri)
 e le spyder/convertibili B24-B24S
| Anno              | 1754 cm³ | 1991 cm³ | 2267 cm³ | 2451 cm³ | Totale |
| Produzione        | 6.035    | 6.350    | 2.415    | 3.401    | 18.201 |
| Vendita in Italia | 5.441    | 5.928    | 1.978    | 2.121    | 15.468 |
| Esportazione      | 594      | 422      | 437      | 1.280    | 2.733  |
| % export          | 9,84%    | 6,65%    | 18,10%   | 37,64%   | 15,02% |